# 橫槍萌果
橫槍萌果（日语：／ Yokoyari Mengo，1988年2月27日—），日本女性漫畫家。代表作為《人渣的本願》。
她以成人漫畫家身分出道，其作品常有色情描寫，日後轉向繪製一般向漫畫。
曾以的名義作為繪師。

## 作品列表
- （2010年－2012年，連載，全2卷）
- 妳是我的淫蕩女王（擔任作畫，原作：岡本倫，2012年－2017年期間不定期連載，全2卷）（青文代理）
- 人渣的本願（2012年－2017年，全9卷）（東立代理）
- 生命共享（めがはーと）（2013年－2017年，《月刊IKKI》連載，全1卷）（東立代理）
- 真空包裝！（2014年－2018年，全7卷）（東立代理）
- 【我推的孩子】（擔任作畫，原作：赤坂明，2020年－2024年11月號）[5]（青文代理）
- 關於愛的一切（愛ばっか）（2025年2月－）

### 短篇集
- （ウォー!コミックス、成人漫畫）2011年8月22日、ISBN 978-4-86-444606-8
- （ビッグスピリッツコミックススペシャル）2020年3月4日、ISBN 978-4-09-860580-4

## 外部連結
- YORIMEN的Tumblr
- 横槍メンゴ的X（前Twitter）
- ヨリ的pixiv